# ビーフィーター・ジン
ビーフィーター・ジン（Beefeater Gin）とは、ロンドン・ドライ・ジンの一種。2015年現在はペルノ・リカール傘下のブランドとなっている。

## 概要
ラベルには赤い制服を身に纏ったヨーマン・ウォーダー（通称ビーフィーター）の姿が描かれている。ビーフィーター社創立者のジェームズ・バローは、その芳醇で力強い風味を持つ製品の名称に、屈強なことで知られた「ビーフィーター」の名を採用した。
トウモロコシと大麦から蒸溜した蒸留酒をベースにして、ジュニパー・ベリーやコリアンダーなどで風味付けがなされているが細かい事は不明。成分の浸透のためにアルコール度数は最低40%以上で製品化される。1820年に初めて発売された時からそのレシピは変えられていない。
ビーフィーターの通常のボトルは、アルコール度数40度のものと47度のものがある。また、プレミアムジンとして、アルコール度数50度の「クラウン・ジュエル」、アルコール度数35度で洋梨の香りがついた「ウェット」がある。